# Maria Magdalena Nowakowska
Maria Magdalena Nowakowska – doktor nauk humanistycznych w zakresie językoznawstwa, lektorka i propagatorka języka polskiego w Polsce i krajach słowiańskich (przede wszystkim w Czechach, na Słowacji i w Słowenii).

## Życie zawodowe
Ukończyła filologię polską na Uniwersytecie Łódzkim, z którym jest związana od początku pracy zawodowej. W 1993 obroniła pracę doktorską pt. „Fleksja i słowotwórstwo w gwarze wsi Tarło w województwie lubelskim” (promotor – Kazimierz Michalewski).
Przez wiele lat pracowała w Katedrze Współczesnego Języka Polskiego na Uniwersytecie Łódzkim. W 2007 została członkinią zespołu Zakładu Glottodydaktyki Polonistycznej, która w 2008 roku została przekształcona w Katedrę Lingwistyki Stosowanej i Kulturowej.
W latach 2001–2007 pracowała jako lektorka języka polskiego na Uniwersytecie Komeńskiego w Bratysławie, gdzie promowała język, literaturę i szeroko rozumianą kulturę Polski. Następnie na takim samym stanowisku pracowała w latach 2008–2013 w Słowenii w Katedrze Języka i Literatury Polskiej (słoweń. Katedra za poljski jezik in književnost) na Uniwersytecie w Lublanie oraz w latach 2014–2019 w Czechach w Katedrze Studiów Środkowoeuropejskich na Uniwersytecie Karola w Pradze.
Od 2019 ponownie swoje doświadczenia z pracy lektorskiej wykorzystuje na Uniwersytecie Łódzkim, gdzie prowadzi zajęcia na specjalizacji glottodydaktycznej, przygotowującej studentów polonistyki do pracy na stanowisku nauczyciela języka polskiego jako obcego. Jest autorką ponad 50 publikacji naukowych.

## Nauka
Jej zainteresowania naukowe skupiają się wokół problematyki współczesnego języka polskiego na tle innych języków. Współpracuje ze słowacką Polonią i redaguje wydawany w Bratysławie miesięcznik „Monitor Polonijny”, na którego łamach szerzy wiedzę o języku polskim.

## Nagrody
W 2015 Prezydent RP odznaczył ją Medalem Złotym za Długoletnią Służbę.

## Członkostwa
Jest członkinią Stowarzyszenia „Bristol”, skupiającego polskich i zagranicznych nauczycieli kultury polskiej i języka polskiego jako obcego.

## Wybrane publikacje
Artykuły w czasopismach i rozdziały w publikacjach naukowych:
- Charakterystyka gwary wsi Tarło w województwie lubelskim, „Acta Universitatis Lodziensis. Folia Linguistica”, t. 20, 1989, s. 101–118.
- Fleksja rzeczownika w podręczniku historii, „Acta Universitatis Lodziensis. Kształcenie Polonistyczne Cudzoziemców”, nr 3, 1991, s. 45–57.
- Problemy nauczania składni polskiej – szyk głównych składników w wypowiedzeniach polskich i słowackich, w: Nauczanie języka polskiego jako obcego i polskiej kultury w nowej rzeczywistości europejskiej, red. P. Garnacrek, Warszawa 2005, s. 506–510. ISBN 83-235-0209-9
- Językowy savoir-vivre – nauczanie polskich form grzecznościowych na gruncie słowackim, w: W poszukiwaniu nowych rozwiązań. Dydaktyka języka polskiego jako obcego u progu XXI w., red.  W. Miodunka, A. Seretny,  Kraków 2008, s. 323–328. ISBN 83-233-8675-7
- Funkcja antroponimów w podręcznikach do nauki języka polskiego jako obcego, w: Onomastika a škola 8, Sborník příspěvků z Celostátního onomastického semináře s mezinárodní účastí konaného v Hradci Králové 23.–24. ledna 2008, Hradec Králové 2008, s. 279–284.
- Jak Polak ze Słowakiem (nie)mogą się dogadać?, w: Humor. Teorie – Praktyka – Zastosowania. Zrozumieć humor, nr 2/1, red. S. Dżereń-Głowacka, A. Kwiatkowska, Piotrków Trybunalski 2009, s. 331–337.
- Wykorzystanie nazw własnych we współczesnym słownictwie polskim, słowackim i słoweńskim, w: 90. výročie vzniku Univerzity Komenského v Bratislave a Unverzity v Ľubľane – 90. Letnica ustanovitve Univerze v Ljubljani in Univerze Komenskega v Bratislavi, Univerzita Komenského, Bratislava 2010, s. 222–228 (współautorstwo: M. Wtorkowska).
- Podstawy etykiety językowej w wybranych podręcznikach do nauki języka polskiego jako obcego, „Acta Universitatis Lodziensis. Kształcenie Polonistyczne Cudzoziemców”, nr 18: Teksty i podteksty w nauczaniu języka polskiego jako obcego 3, red. B. Grochala, M. Wojenka-Karasek, Łódź 2011, s. 201–209.
- Polak i Polska w wybranych podręcznikach do nauki języka polskiego jako obcego w konfrontacji z postrzeganiem tychże przez Słoweńców, „Acta Universitatis Lodziensis. Kształcenie Polonistyczne Cudzoziemców”, nr 20: Glottodydaktyka – media – komunikacja. Kształtowanie kompetencji komunikacyjnej, red. I. Dembowska-Wosik, E. Pałuszyńska, Łódź 2013, s. 141–147.
- Postacie bajkowe i fantastyczne na tle wybranych języków słowiańskich – problem „szemranego” rodzaju gramatycznego, „Acta Universitatis Lodziensis. Kształcenie Polonistyczne Cudzoziemców”, nr 21: Glottodydaktyka-Media-Komunikacja. Negocjowanie znaczeń, Łódź 2014, s. 221–227.
- Nauczanie aspektu czasowników polskich na gruncie słowiańskim, Acta Universitatis Lodziensis. Kształcenie Polonistyczne Cudzoziemców”, nr 23: Specjalistyczne odmiany języka. Koncepcje badawcze i praktyka glottodydaktyczna, red. G. Zarzycka, M. Biernacka, Łódź 2016, s. 191–197.

Redakcja naukowa:
- 80. výročie polonistiky na Univerzite Komenského v Bratislave. Zborník príspevkov, Bratislava 2006 (współredaktor: M. Pančíková).
- M. Pančíková, Poľština na cesty, Bratislava 2003.
- M. Pančíková, L. Trup, Kľúč do sveta – poľština, Bratislava 2004.